# Ophiarachnella planispina
Ophiarachnella planispina är en ormstjärneart som beskrevs av Yin-Xia Liao 2004. Ophiarachnella planispina ingår i släktet Ophiarachnella och familjen Ophiodermatidae. Inga underarter finns listade i Catalogue of Life.